# Contimporanul
Contimporanul (zu deutsch: Der Zeitgenosse) war eine rumänische Künstlergruppe und Avantgarde-Zeitschrift der 1920er und 1930er Jahre.
Die Zeitschrift erschien (mit einigen Unterbrechungen) von 1922 bis 1933; zunächst wöchentlich, dann monatlich. Sie gilt als das bedeutendste Organ der rumänischen Avantgarde der ersten Hälfte des 20. Jahrhunderts. Die von ihren Herausgebern Marcel Janco und Ion Vinea proklamierte Antibürgerlichkeit verband sich seit 1924 mit dem Konzept des Konstruktivismus. Es war auf eine Zusammenarbeit internationaler Avantgarde-Bewegungen ausgerichtet.
In ihr kamen Vertreter verschiedener Kunst-Sparten zu Wort, sowohl rumänischer, als auch ausländischer Künstler.
In der Zeitschrift Contimporanul wurden unter anderem veröffentlicht:
- Felix Aderca
- Tudor Arghezi
- Ion Barbu
- Harry Brauner
- Victor Brauner
- André Breton
- Mircea Eliade
- Paul Éluard
- Benjamin Fondane
- Marcel Janco
- Filippo Tommaso Marinetti
- Milița Petrașcu
- Tristan Tzara
- Urmuz
- Ion Vinea
- Ilarie Voronca
- Herwarth Walden